# Agrypon lineiger
Agrypon lineiger là một loài tò vò trong họ Ichneumonidae.